# Corporate Europe Observatory
Corporate Europe Observatory (CEO) is een non-profitorganisatie die onderzoek voert en campagnes organiseert om de invloed van lobbywerk op de beleidsbepaling en de besluitvorming van de Europese instellingen openbaar te maken. De CEO wordt ook wel aangeduid als de Lobbywaakhond.
De organisatie is gevestigd in Brussel en is geregistreerd als een non-profitorganisatie in Amsterdam, Nederland. De financiering is afkomstig uit donaties van privépersonen en meer dan tien stichtingen en organisaties.
Het team bestaat uit veertien medewerkers.
CEO is stichtend lid van de Alliance for Lobbying Transparency and Ethics Regulation (ALTER-EU), een coalitie van meer dan 200 groepen uit het middenveld, vakbonden, academici en instellingen, die het lobbywerk bij de EU volgen.

## Rapporten
Corporate Europe Observatory (CEO) voert onderzoek en publiceert geregeld rapporten over het lobbywerk van grote ondernemingen op EU-niveau en onder meer:
- Why Europe can’t break free from the gas lobby (2022), hoe de oorlog in Oekraïne in de kaart speelt van de investeringsplannen van de Europese gaslobby;
- A loud lobby for a silent spring (2022), hoe de pesticiden-lobbygroep ambitieuze, bindende doelstellingen in de Green Deal tracht te ondermijnen;
- Hijacking the Recovery Through Hydrogen (2021), hoe de lobby van de fossiele brandstoffenindustrie het COVID-herstelfonds leegzuigt, via subsidies voor waterstof en gas;
- The lobby network: Big Tech's web of influence in the EU (2021), over het lobbynetwerk van de internetgiganten;
- Big Tech brings out the big guns in fight for future of EU tech regulation (2020), over het lobbywerk van de Internetgiganten in de aanloop naar de Digital Services Act;
- Big Oil and Gas buying influence in Brussels: sinds 2010 hebben de vijf grootste olie- en gasbedrijven (Shell, BP, Total, ExxonMobil, Chevron) en hun lobbygroepen meer dan 250 miljoen euro uitgegeven aan lobbying in het hart van de Europese besluitvorming;
- Captured states: When EU governments are a channel for corporate interests (2019): de lidstaten spelen een cruciale rol in de EU-besluitvorming, maar zijn niet zelden het kanaal voor de belangen van grote ondernemingen;
- Copyright Directive: competing big business lobbies drowned out critical voices (2018): Lobbyisten en gevestigde belangengroepen domineren het debat, terwijl de stem van de civiele maatschappij uit het debat wordt geweerd,
- One Treaty to rule them all (2018): over het gebrek aan transparantie en de ongebreidelde macht van energieconcerns onder het Energiehandvestverdrag. Staten, ook in West-Europa, zouden veroordeeld zijn geweest tot reusachtige schadevergoedingen, uitgesproken in niet-publieke ISDS processen[3];
- UnFairbnb (2018): Airbnb en bondgenoten zouden bij de EU lobbyen tegen steden die de wildgroei van deelappartementen willen reguleren[4][5];
- Quiet on the set! The EU is negotiating trade deals (2018): de EU zou in alle stilte verder onderhandelen over handelsakkoorden[6];
- Financial regulators and the private sector: permanent revolving door at DG FISMA (2018): een derde van de topmensen uit het Directoraat FISMA zou uit de banksector komen of er naar terugkeren[7][8];
- Packaging lobby’s support for anti-litter groups deflects tougher solutions: de verpakkingsindustrie zou campagnes tegen zwerfafval ondersteunen om ingrijpender maatregelen te voorkomen[9].